# Boleopsis
Boleopsis – wymarły rodzaj chrząszczy z podrzędu wielożernych i nadrodziny przekrasków, jedyny z monotypowej rodziny Boleopsidae. Obejmuje jeden opisany gatunek, B. polinae. Żył w dolnym eocenie na terenach współczesnej Francji.

## Taksonomia
Rodzaj i jego gatunek typowy opisali po raz pierwszy Aleksandr Kirejczuk i André Nel w 2013 roku na łamach „Insect Systematics & Evolution”. Opisu dokonano na podstawie pojedynczej inkluzji w bursztynie z Oise odnalezionym we francuskiej gminie Le Quesnoy. Ze względu na unikalną jak na przekraska kombinację cech umieszczono ów rodzaj w nowej rodzinie Boleopsidae.
Nazwa rodzajowa to połączenie greckich słów βολή (bole), oznaczającego „rzucać”, i ὄψις (opsis) oznaczającego „wygląd”. Epitet gatunkowy nadano na cześć Poliny Kirejczuk, która przygotowywała ilustracje do publikacji.

## Morfologia
Chrząszcz o wydłużonym, lekko grzbietowo i brzusznie sklepionym lub prawie płaskim ciele długości 2,6 mm, szerokości 1,1 mm i wysokości 0,1 mm. Oskórek punktowany był skąpo i bardzo drobno, na wierzchniej stronie ciała przeciętnie gęsto porośnięty prawie kładącymi się włoskami o połowę krótszymi niż odległości między nimi; gęstsze i dłuższe owłosienie występowało na krawędziach przedplecza i pokryw.
Głowa była prognatyczna, nieco dłuższa niż rozstaw oczu, w zarysie prawie trójkątna, w tyle łukowato zwężona. Oczy złożone były bardzo duże, zbudowane z przeciętnych rozmiarów fasetek, w widoku grzbietowym dwukrotnie dłuższe niż szersze, a widoku brzusznym ponad czterokrotnie dłuższe niż szersze. Czułki osadzone były poniżej oczu, półtorakrotnie dłuższe niż szerokość przedplecza, zbudowane z jedenastu członów, prawie nitkowate do prawie piłkowanych. Przód czoła odcięty był w formie poprzecznego pasma oskórka. Daleko w przód wysuniętą wargę górną głębokie wcięcie pośrodku szczytowej krawędzi dzieliło na dwa płaty. Silnej budowy żuwaczki miały równomiernie zakrzywione zewnętrzne brzegi i ostre wierzchołki. Czteroczłonowe głaszczki szczękowe miały człon ostatni wąski, walcowaty, dłuższy od pozostałych. Wargę dolną cechowała półtorakrotnie szersza niż dłuższa, pięciokątna bródka, trochę krótszy od niej języczek i trójczłonowe głaszczki wargowe z członem ostatnim prawie walcowatym, dwukrotnie dłuższym od poprzedniego. Wyraźne, szeroko rozstawione szwy gularne rozbiegały się ku tyłowi, osiągając tylny brzeg puszki głowowej.
Półtorakrotnie szersze niż dłuższe przedplecze równomiernie zwężało się ku przodowi, miało niemal równomiernie zaokrąglony brzeg przedni, zaokrąglone kąty przednie, delikatnie pofalowane brzegi boczne, prawie ostre i lekko wystające kąty tylne oraz dwufalisty brzeg tylny. Tarczka była szersza niż dłuższa, prawie trapezowata z łukowatymi kątami tylnymi. Pokrywy były nieskrócone, dwukrotnie dłuższe niż razem szerokie, najszersze za środkiem, na szczytach osobno zaokrąglone z głębokim kątem przyszwowym. Rządek przyszwowy biegł przez całą ich długość i przechodził na boki. Początkowo wyraźne epipleury zanikały przed środkiem długości pokryw. Przedpiersie miało wyraźne szwy notopleuralne osiągające przedni jego brzeg oraz wypuszczało wyraźny, nieco za biodrami rozszerzony wyrostek międzybiodrowy. Panewki przednich bioder były poprzeczne i od tyłu otwarte. Płaskie śródpiersie leżało na tej samej wysokości co nieco pośrodkowo sklepione zapiersie i było do niego trochę krótsze, tak długie jak przedbiodrowa część przedpiersia. Mezepimery dochodziły do owalnych panewek środkowych bioder. Metepisternity były bardzo wąskie w tyle i rozszerzone ku przodowi. Biodra wszystkich par rozstawione były na odległość równą szerokości członów czułków. Przednia para odnóży miała odsłonięte krętarzyki. Biodra tylnej pary zaopatrzone były w kwadratowate wypustki. Krętarze przednie i środkowe były lekko wydłużone, a tylne płatowate. Golenie były węższe od czułków, czterokrotnie węższe od ud, zaopatrzone w cienkie ostrogi. Nieznacznie szersze od goleni stopy budowało pięć członów, z których czwarty był płatowaty, a ostatni opatrzony wąskimi pazurkami z ząbkami u nasady.
Na spodzie odwłoka widocznych było pięć sternitów, z których cztery pierwsze były podobnych długości. Prawie trapezowate z niemal ściętym brzegiem szczytowym hypopygidium wciągnięte było w dużym stopniu do poprzedniego segmentu.

## Paleoekologia
Owad ten zasiedlał lasy mieszane Basenu Paryskiego. Klimat był tam gorący i wilgotny, ale występowała też pora sucha. Żywica, w której został zatopiony, wytworzona została przez drzewa okrytonasienne z rodziny brezylkowatych. Choć w lasach tych dominował Aulacoxylon sparnacense, to badanie mikroskopowe wskazuje jako źródło żywicy drzewa z rodzaju Daniellia, zaś molekularna analiza chemiczna – przedstawicieli rodzaju Hymenaea. W skład bogatej fauny tych lasów wchodziły prakopytne, nieparzystokopytne, niewielkie naczelne z rodzaju Teilhardina oraz ponad 300 opisanych dotąd gatunków stawonogów. Z tej samej lokalizacji co Boleopsis pochodzą skamieniałości m.in. pająków z rodzajów: Cenotextricella, Quamtana i Selenops, ważek z grupy Eurypalpida, pluskwiaków z rodzajów: Clodionus, Eopiesma, Isaraselis, Lukotekia, Mnaomaia, Oisedicus, Ordralfabetix i Stalisyne, wciornastków z rodzaju Uzelothrips, psotników z rodzajów Amphientomum, Archipsocus, Embidopsocus, Eoempheria, Eolachesilla, Eomanicapsocus, Eoprotroctopsocus, Eorhyopsocus, Psyllipsocus, Tapinella, Thylacella, termitów z rodzajów Electrotermes i Mastotermes, modliszek z rodzin Chaeteessidae i Mantoididae, skorków z rodzaju Chelisoficula, prostoskrzydłych z rodzaju Guntheridactylus, straszyków z rodzaju Gallophasma, chrząszczy z rodzajów: Bertinotus, Colotes, Corticaria, Cupes, Cyphon, Eopeplus, Micromalthus, Nephus, Oisegenius, Oisenodes, Palaeoestes, Palaeotanaos, Pastillocenicus, Rhyzobius, Scirtes, Smicrips, wielkoskrzydłych z rodzaju Eosialis, sieciarek z rodzajów: Coniopteryx, Oisea, Paleosisyra i Parasemidalis, błonkówek z rodzajów: Eopison, Paleoscleroderma, Pison, Platythyrea, Pristocera oraz muchówek z rodzajów: Ablabesmyia, Brundiniella, Chaetocladius, Chasmatonotoides, Coelotanypus, Corynoneura, Electroxylomyia, Endochironomus, Eoatrichops, Lappodiamesa, Lestremia, Microphorites, Megacentron, Microtendipes, Monodiamesa, Neurolyga, Nilotanypus, Pagastia, Paratendipes, Palaeognoriste, Plecia, Ploegia, Proacoenonia, Procladius, Prolipiniella, Pseudochasmatonotus, Rheosmittia, Spinorthocladius i Tokunagaia.